# Haftpflichtgemeinschaft Deutscher Nahverkehrs- und Versorgungsunternehmen

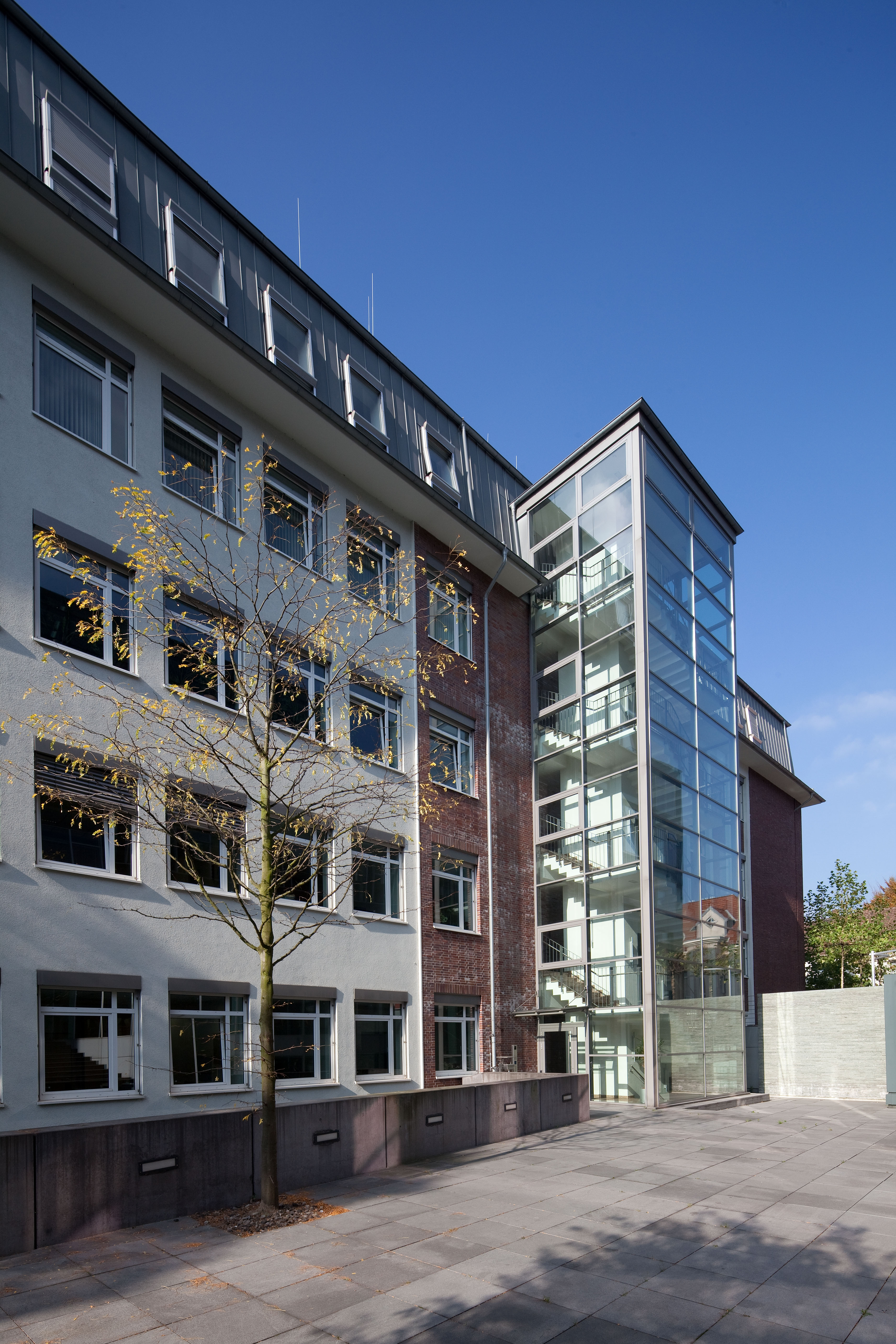
HDN-Gebäude

Die Haftpflichtgemeinschaft Deutscher Nahverkehrs- und Versorgungsunternehmen (HDN) ist ein nichtrechtsfähiger Zusammenschluss von Gemeinden, Gemeindeverbänden und deren Eigenbetrieben sowie Verkehrs- und Versorgungsunternehmen, an denen Gemeinden, Gemeindeverbände oder sonstige Gebietskörperschaften mit mindestens 50 % beteiligt sind.
Sie dient ihren Mitgliedern zum Ausgleich von Aufwendungen aus Haftpflicht-, Kraftfahrt- und Insassen-Unfallschäden und stellt damit eine Alternative zu gewerblichen Versicherungsformen dar. Als Selbstversicherungseinrichtung ist die HDN gemäß § 1 Abs. 3 Nr. 3 des Versicherungsaufsichtsgesetzes von der Versicherungsaufsicht befreit. Ihre Mitglieder sind im Bereich der Kraftfahrzeug-Haftpflichtversicherung nach § 2 Abs. 1 Nr. 5 des Pflichtversicherungsgesetzes von der Versicherungspflicht befreit und gelten gemäß § 2 Abs. 2 Pflichtversicherungsgesetz als sogenannte Selbstversicherer.

## Geschichte
- 1903: Gründung der „Haftpflichtgemeinschaft Deutscher Straßen- und Kleinbahnen“ in Berlin
- 1945: Einrichtung der Notgemeinschaft Essen als Bestandteil der Haftpflichtgemeinschaft
- 1966: Umfirmierung der Notgemeinschaft Essen in „Haftpflichtgemeinschaft Deutscher Nahverkehrsbetriebe (HDN)“
- 1974: Auflösung der Berliner Haftpflichtgemeinschaft
- 1986: Umbenennung in „Haftpflichtgemeinschaft Deutscher Nahverkehrs- und Versorgungsunternehmen (HDN)“
- 1994: Aufnahme des Betriebs der Geschäftsstelle Berlin
- 1995: Gründung der „Haftpflichtgemeinschaft Deutscher Nahverkehrs- und Versorgungsunternehmen Allgemein (HDNA) VVaG“ zur Versicherung privatisierter Verkehrs- und Versorgungsunternehmen.
- 1997: Gründung der Versicherungs-Vermittlungsdienst Essen GmbH (VVE), mittlerweile umbenannt in VVE Versicherungs-Service GmbH, zur Vervollständigung des Dienstleistungsangebotes.
- 2002: Sitzverlegung von Essen nach Bochum.
- 2017: Entlassung des Hauptgeschäftsführers und dessen Stellvertreter.[1][2] In einem Untersuchungsbericht werden u. a. "überhöhte Reisekosten, privilegierte Verkäufe von technischen Geräten und Fahrzeugen [sowie] Nutzung der Ressourcen der Geschäftsstelle für eine eigene anwaltliche Tätigkeit" erwähnt.[3]

## Geschäftstätigkeit
Die HDN bietet als Schadenausgleich ihren Mitgliedern Deckungsschutz in folgenden angebotenen Versicherungszweigen:
- Allgemeine Haftpflichtversicherung,
- Kraftfahrzeughaftpflichtversicherung und sonstige Fahrzeughaftpflichtversicherung,
- See-, Binnensee- und Flussschifffahrthaftpflichtversicherung,
- Kraftfahrzeugkaskoversicherung und
- Insassenunfallversicherung.

Im Unterschied zur Assekuranz arbeitet die HDN nicht mit vorauskalkulierten Prämien, sondern nach einem Umlageverfahren. Aufgrund der fehlenden Gewinnerzielungsabsicht werden nach Ablauf eines Geschäftsjahres nur die tatsächlich entstandenen Aufwendungen auf die Mitglieder umgelegt.
Zurzeit sind der Gemeinschaft 440 Mitglieder angeschlossen, darunter die größten deutschen kommunalen Verkehrsunternehmen wie die Verkehrsbetriebe in Berlin, Hamburg, Essen, Düsseldorf, Leipzig, Dresden, Köln, München, Bremen, Hannover, Frankfurt am Main. Größte Unternehmensgruppe ist die DB Regio Bus, in der über 40 Busgesellschaften und Beteiligungen der Deutschen Bahn AG zusammengefasst sind.
Die Geschäftsführung liegt seit dem 1. Juli 2017 in den Händen von Aline Thomas.

## Kooperation mit HDNA VVaG
Über einen Funktionsausgliederungsvertrag nimmt die HDN organisatorisch zugleich die Aufgaben des HDNA VVaG wahr.